# 1961-es vásárvárosok kupája-döntő
Az 1961-es vásárvárosok kupája-döntő a harmadik VVK-döntő volt. A trófeáért az angol Birmingham City és az olasz AS Roma mérkőzött. Az oda-visszavágós párharcot 4–2-es összesítéssel az AS Roma nyerte.

## Mérkőzésadatok

### 1. mérkőzés
| 1961. szeptember 27. |

| Birmingham City          | 2–2   | AS Roma            |
| ------------------------ | ----- | ------------------ |
| Hellawell 78' Orritt 85' | (0–1) | Manfredini 30' 56' |

| St Andrew’s, Birmingham Nézőszám: 21 000 Játékvezető: Robert Davidson (skót) |

| BIRMINGHAM CITY: |   |                  |
|                  |   |                  |
| GK               | 1 | Johnny Schofield |
|                  | ' | Brian Farmer     |
|                  | ' | Graham Sissons   |
|                  | ' | Terry Hennessey  |
|                  | ' | Winston Foster   |
|                  | ' | Malcolm Beard    |
|                  | ' | Mike Hellawell   |
|                  | ' | Jimmy Bloomfield |
|                  | ' | Jimmy Harris     |
|                  | ' | Bryan Orritt     |
|                  | ' | Bertie Auld      |
| Vezetőedző:      |   |                  |
| Gil Merrick      |   |                  |

| AS ROMA:       |   |                            |
|                |   |                            |
| GK             | 1 | Fabio Cudicini             |
|                | ' | Alfio Fontana              |
|                | ' | Giulio Corsini             |
|                | ' | Luigi Giuliano             |
|                | ' | Giacomo Losi               |
|                | ' | Sergio Carpanesi           |
|                | ' | Alberto Orlando            |
|                | ' | Dino da Costa              |
|                | ' | Pedro Manfredini           |
|                | ' | Antonio Valentín Angelillo |
|                | ' | Giampaolo Menichelli       |
| Vezetőedző:    |   |                            |
| Luis Carniglia |   |                            |

### 2. mérkőzés
| 1961. október 11. |

| AS Roma                        | 2–0   | Birmingham City |
| ------------------------------ | ----- | --------------- |
| Farmer 56' (öngól) Pestrin 90' | (0–0) |                 |

| Olimpiai Stadion, Róma Nézőszám: 60 000 Játékvezető: Pierre Schwinte (francia) |

| AS ROMA:       |   |                            |
|                |   |                            |
| GK             | 1 | Fabio Cudicini             |
|                | ' | Alfio Fontana              |
|                | ' | Giulio Corsini             |
|                | ' | Paolo Pestrin              |
|                | ' | Giacomo Losi               |
|                | ' | Sergio Carpanesi           |
|                | ' | Alberto Orlando            |
|                | ' | Francisco Lojacono         |
|                | ' | Pedro Manfredini           |
|                | ' | Antonio Valentín Angelillo |
|                | ' | Giampaolo Menichelli       |
| Vezetőedző:    |   |                            |
| Luis Carniglia |   |                            |

| BIRMINGHAM CITY: |   |                  |
|                  |   |                  |
| GK               | 1 | Johnny Schofield |
|                  | ' | Brian Farmer     |
|                  | ' | Graham Sissons   |
|                  | ' | Terry Hennessey  |
|                  | ' | Trevor Smith     |
|                  | ' | Malcolm Beard    |
|                  | ' | Mike Hellawell   |
|                  | ' | Jimmy Bloomfield |
|                  | ' | Jimmy Harris     |
|                  | ' | Bryan Orritt     |
|                  | ' | Jimmy Singer     |
| Vezetőedző:      |   |                  |
| Gil Merrick      |   |                  |

Összesítésben az AS Roma 4–2-re nyert.
| Az 1960–1961-es vásárvárosok kupája győztese |
| -------------------------------------------- |
| AS Roma 1. cím                               |